# Paula Garcés

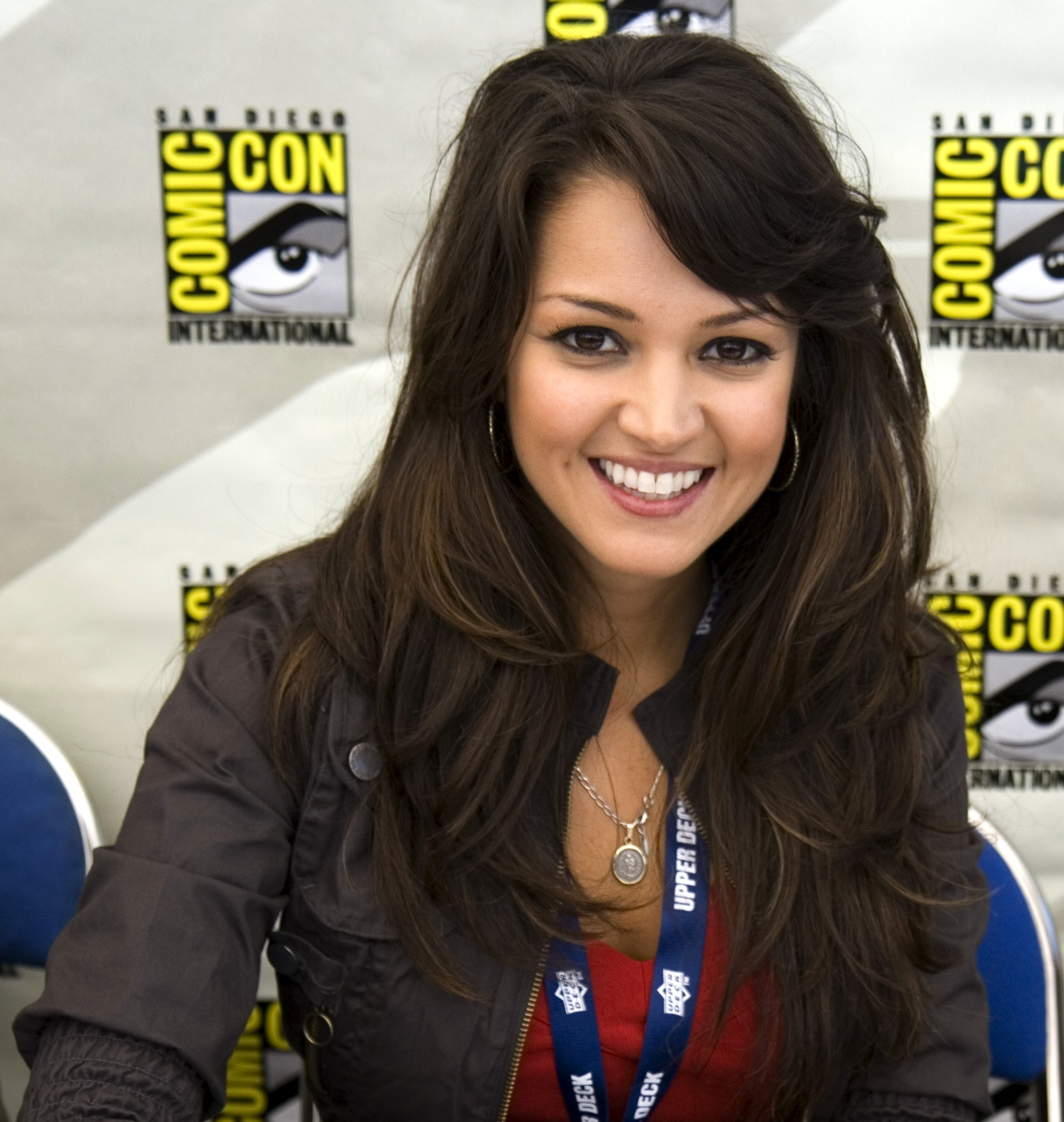
Paula Garcés (2008)

Paula Garcés (* 20. März 1974 in New York) ist eine US-amerikanische Schauspielerin kolumbianischer Abstammung.

## Leben
Paula Garcés, Tochter einer Lehrerin und eines Fischers, zog als Kind nach New York City, wo sie in Spanish Harlem aufwuchs. Sie war zeitweise als Kickboxerin tätig. Die Schauspielerin debütierte in einer Folge der Fernsehserie Law & Order aus dem Jahr 1991. In der Komödie Hilfe! Jeder ist der Größte (1993) spielte sie eine kleine Nebenrolle an der Seite von Michael J. Fox, im Filmdrama Dangerous Minds – Wilde Gedanken (1995) war sie neben Michelle Pfeiffer zu sehen. Im Filmdrama Harvest (1998) spielte sie eine der größeren Rollen.
In der Science-Fiction-Komödie Clockstoppers (2002) spielte Garcés eine Hauptrolle. Es folgte eine größere Rolle in der Abenteuerkomödie Harold & Kumar (2004) und dessen Fortsetzungen Harold & Kumar 2 – Flucht aus Guantanamo (2008) und A Very Harold & Kumar 3D Christmas (2011). In der Actionkomödie Der Herr des Hauses (2005) mit Tommy Lee Jones spielte sie neben Christina Milian, Monica Keena, Vanessa Ferlito und Kelli Garner eine der fünf Cheerleaderinnen, die einen Anschlag beobachten. In der Komödie Pledge This! (2006) spielte Garcés die Rolle von Gloria Torrez, die sich gegen Intrigen von Victoria English (Paris Hilton) wehrt. Im Jahr 2007 war die Stimme der Schauspielerin im Zeichentrick-Kurzfilm Red Princess Blues Animated: The Book of Violence zu hören, den sie mitproduzierte. 2009 gehörte sie zur Hauptbesetzung der international produzierten Science-Fiction-Serie Defying Gravity – Liebe im Weltall, die jedoch nach einer Staffel wieder beendet wurde.
Sie ist seit Anfang 2002 mit Antonio Hernandez, Inhaber eines New Yorker Delis, verheiratet.

## Filmografie (Auswahl)
- 1991: Law & Order (Fernsehserie, 1 Folge)
- 1991: Hangin’ out – 4 Homeboys Unterwegs (Hangin’ with the Homeboys)
- 1993: Hilfe! Jeder ist der Größte (Life with Mikey)
- 1994: New York Undercover (Fernsehserie, 1 Folge)
- 1995: Dangerous Minds – Wilde Gedanken (Dangerous Minds)
- 1998: Harvest
- 1999: Oz – Hölle hinter Gittern (Oz, Fernsehserie, 2 Folgen)
- 1999–2000: Springfield Story (Guiding Light, Fernsehserie, 7 Folgen)
- 2002: Clockstoppers
- 2002: The Brothers Garcia (Fernsehserie, 1 Folge)
- 2003: CSI: Miami (Fernsehserie, Folge 1x17)
- 2003: Station Agent (The Station Agent)
- 2003: Marci X – Uptown Gets Down (Marci X)
- 2003: Spin
- 2004: Die Sopranos (The Sopranos, Fernsehserie, Folge 5x09)
- 2004: Harold & Kumar (Harold & Kumar Go to White Castle)
- 2005: Der Herr des Hauses (Man of the House)
- 2005: Law & Order: Special Victims Unit (Fernsehserie, 4 Folgen)
- 2005: Che Guevara
- 2005: The Shore
- 2006: Die Party Animals sind zurück! (National Lampoon’s Pledge This!)
- 2006–2008: The Shield – Gesetz der Gewalt (The Shield, Fernsehserie, 32 Folgen)
- 2007: CSI: Miami (Fernsehserie, Folgen 5x17, 5x19)
- 2007: Red Princess Blues Animated: The Book of Violence (Kurzfilm, nur Stimme)
- 2008: Harold & Kumar 2 – Flucht aus Guantanamo (Harold & Kumar Escape from Guantanamo Bay)
- 2008: Harold & Kumar Go to Amsterdam (Kurzfilm)
- 2008: Knight Rider (Fernsehserie, 1 Folge)
- 2009: Defying Gravity – Liebe im Weltall (Defying Gravity, Fernsehserie, 13 Folgen)
- 2009: Vidas Cruzadas (Fernsehserie)
- 2010: Chase (Fernsehserie, 1 Folge)
- 2010–2014: Warehouse 13 (Fernsehserie, 6 Folgen)
- 2011: Good Wife (The Good Wife, Fernsehserie, Folge 2x20)
- 2011: Breakout Kings (Fernsehserie, 1 Folge)
- 2011: Harold & Kumar – Alle Jahre wieder (A Very Harold & Kumar 3D Christmas)
- 2013: Demonio (Kurzfilm)
- 2013: Elementary (Fernsehserie, Folge 1x16)
- 2013: All My Children (Fernsehserie, 34 Folgen)
- 2013: Devious Maids – Schmutzige Geheimnisse (Devious Maids, Fernsehserie, 6 Folgen)
- 2013: The Maid’s Room
- 2014: Adult Beginners – Erwachsenwerden für Anfänger (Adult Beginners)
- 2016: Short Version of Alma (Kurzfilm)
- 2016: King of LA (Fernsehfilm)
- 2017: Major Crimes (Fernsehserie, 5 Folgen)
- 2018–2020: On My Block (Fernsehserie, 12 Folgen)
- 2022: Chicago Med (Fernsehserie, Folge 7x14)
- 2023: Freeridge (Fernsehserie, 5 Folgen)